# Surimono

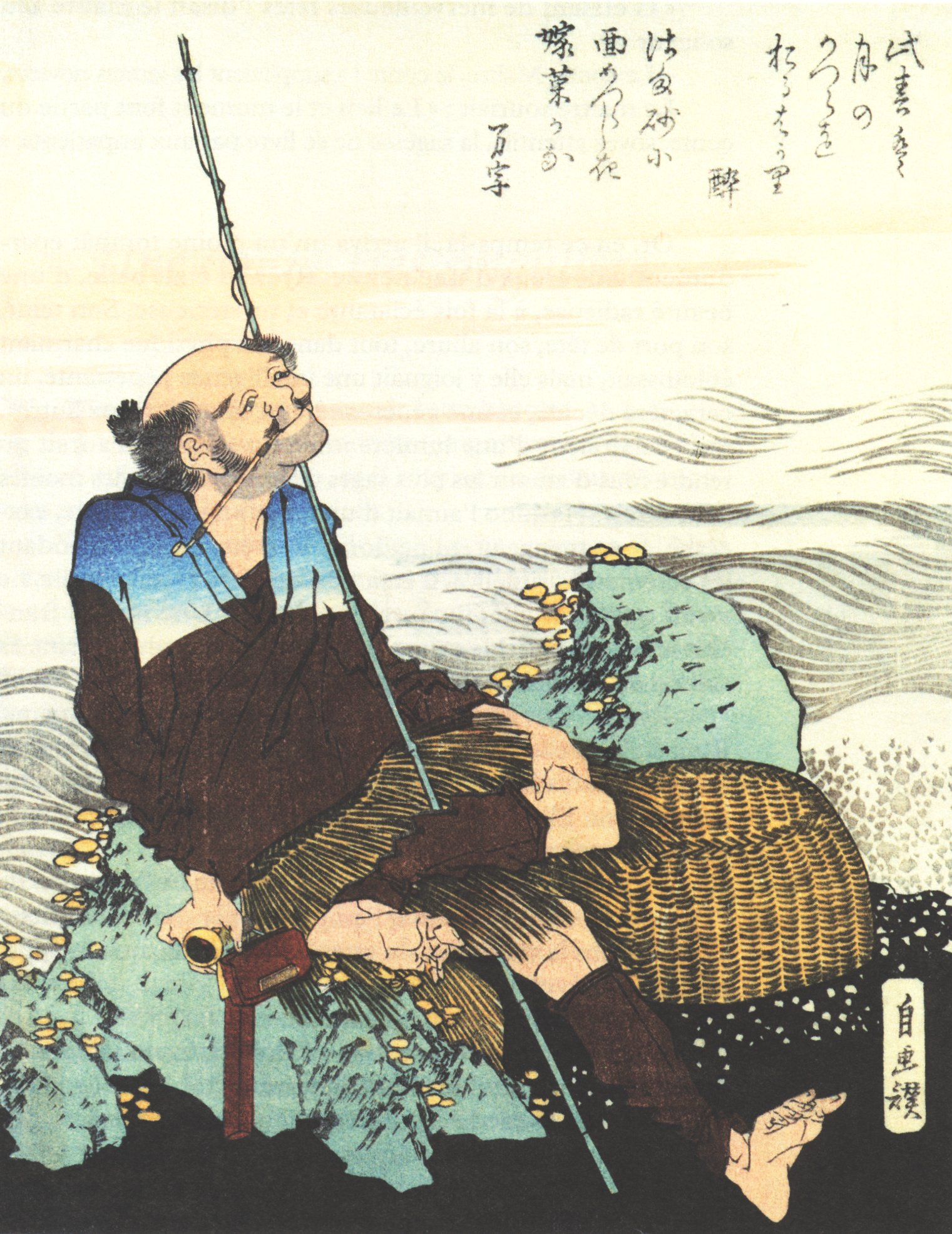
Una stampa Surimono, di Katsushika Hokusai

Surimono (摺物?) è un genere giapponese di xilografie. Erano commissionate da privati per occasioni speciali, come l'avvento di un nuovo anno. Surimono letteralmente significa "cosa stampata". Essendo prodotti in piccole quantità e per un pubblico perlopiù di letterati e di uomini colti, i surimono erano spesso abbastanza sperimentali nel tema trattato, inoltre erano anche stravaganti nella tecnica di stampa rispetto alle stampe commerciali. Furono popolari soprattutto tra il 1790 e gli anni trenta dell'Ottocento, e molti artisti importanti si impegnarono nella loro produzione.

## Uso
Nella maggior parte dei casi i surimono erano commissionati da associazioni dedite alla poesia, per illustrare il poema vincente di un concorso di poesia, giudicato dal maestro dell'associazione. Tali stampe generalmente erano di piccolo formato, spesso circa 205x185 mm, le sculture in rilievo dei caratteri kanji erano eseguite con grande abilità. Anche gli attori kabuki commissionavano stampe surimono per commemorare eventi importanti della propria carriera, come i cambiamenti di nome e il debutto dei propri figli sul palcoscenico.